# Viaje infinito
Viaje infinito è il quarto album in studio della cantante cilena Nicole, pubblicato nel 2002.

## Tracce
1. Amanecer – 3:30
2. Dime – 4:01
3. Viaje infinito – 4:29
4. Háblame – 3:56
5. Sin ti – 4:08
6. Días – 3:54
7. Quiero – 3:40
8. Lágrimas de sal – 4:01
9. Un lugar – 3:41
10. Vida – 4:10
11. Para siempre – 3:05